# بل ایر (ترانه)
«بل ایر» (به انگلیسی: Bel Air) ترانه‌ای از خواننده و ترانه سرای آمریکایی لانا دل ری است. ترانه در سومین آلبوم چندآهنگه او، بهشت ظاهر شد. یک ویدیوی تبلیغاتی برای «بل ایر» با کلیپ‌هایی از موزیک ویدیوی «اندوه تابستانی» در اوایل نوامبر ۲۰۱۲ در یوتیوب منتشر شد. این ویدئو بسیار مورد تحسین منتقدان قرار گرفته‌است پس از انتشار بهشت، این ترانه در انگلستان و فرانسه وارد جدول‌های فروش شد.

## موزیک ویدئو و ترکیب
در ۸ نوامبر ۲۰۱۲ یک فیلم تبلیغاتی برای ترانه پایانی، «بل ایر» منتشر شد. فیلمبرداری شده توسط کایل نیومن، شامل ویدیوهایی از موسیقی ویدیوی «اندوه تابستانی» بود. در ویدئو دل ری به عنوان یک موجود آسمانی در حال چرخش در میان پس زمینه دودی و سرخ شدن با آبی، سبز و بنفشه تک رنگ، نمایش داده می‌شود. اگرچه در فیلم تصویری از لب‌زنی نشان داده نشده‌است، دل ری در حال خواندن این خط شنیده می‌شود: «گل رز، بل ایر، مرا به آنجا ببر، اواخر شب / عزیزم من مایلم بهت سلام کنم / عزیزم پیش من بیا.» رولینگ استون تحول در تغییر پرسونا دل ری را که در ویدئوی بالاد نمایش گذاشته شده‌است ستود. امی سیارتتو ، منتقد PopCrush، این ویدئو را «مانند خواب» و «یک شکل هنری» خواند و مقایسه ای بین کارهای دل ری و فیلم‌های نئو-نوآر انجام داد. ام‌تی‌وی به موازات آشکاری که عنوان آهنگ با برنامه تلویزیونی The Fresh Prince of Bel Air به دست آورده اشاره کرد. ویب با اشاره به اینکه دل ری در فیلم «بل ایر» خیره کننده بود، گفت که «... قطعاً وسواس خود را را برای چند ساعت نگه دارید.»
از ۲۱ نوامبر ۲۰۱۲، ویدیوی «بل ایر» بیش از ۳ میلیون بازدید در وب سایت میزبان ویدیو، یوتیوب داشته‌است. این ویدیو از آن زمان خصوصی شده‌است.

## پذیرش انتقادی
لیا کالینز ، منتقد کانادا دات کام «بل ایر» را یک والس وهم آور و طوفانی از انیا نامید.

## جدول‌ها
| جدول (۲۰۱۲)                          | اوج موقعیت |
| ------------------------------------ | ---------- |
| فرانسه (اس‌ان‌ئی‌پی)                    | ۱۰۵        |
| بریتانیا (شرکت جدول‌های رسمی)         | ۱۸۴        |
| ایالات متحده هات راک سانگز (بیلبورد) | ۵۰         |